# Gustaphine Tjombe
Gustaphine Tjombe est une femme politique namibienne. Membre du Front démocratique uni, Tjombe était membre de l'Assemblée nationale de 2003 à 2010. Elle a été assermentée à l'Assemblée nationale pour remplacer Eric Biwa (en), qui avait démissionné. Elle a été élue en 2004 dans le cadre de la liste de l'UDF dans le système de représentation proportionnelle du pays. Elle est membre du conseil d'administration de la Société nationale des droits de l'homme de Namibie et secrétaire administrative de l'UDF.